# مصمم به بقا
مصمم به بقا (به انگلیسی: The Survivalist) فیلمی است در ژانر پسارستخیزی، دلهره‌آور و علمی-تخیلی به نویسندگی و کارگردانی استیون فینگلتن، محصول ۲۰۱۵ ایرلند-پادشاهی متحده. میا گاث، مارتین مک‌کن و آلـوِن فوئره در این فیلم به ایفای نقش پرداخته‌اند.
فیلم‌برداری آن در ایرلند شمالی انجام پذیرفته‌است.

## داستان
در جایی در انتهای جهان، جوانی که مصمم به بقاست (با بازی مارتین مک‌کن) در کلبه‌ای تنها زندگی می‌کند و مزرعهٔ کوچکی را دایر کرده و می‌کوشد از ورود و دست‌اندازی باقی انسان‌ها به ملکش جلوگیری کند. روزی زن و دختری به کلبه او نزدیک می‌شوند و از او درخواست غذا می‌کنند، ولی جوان نمی‌پذیرد، پس زن بدو پیشنهاد هم‌خوابگی با دخترش را در برابر غذا و یک شب ماندن می‌کند و جوان می‌پذیرد. زن و دختر سعی می‌کنند در آنجا بمانند ولی غذایی که از مزرعه به دست می‌آید برای همهٔ آنها کافی نیست. کوشش آنان برای ماندن، درگیری با کسانی که قصد مزاحمت دارند، اندیشهٔ زن برای حذف جوان و ... ادامهٔ روند داستان را شکل می‌دهد.